# Rudolf Schäfer (Historiker)
Rudolf Schäfer (* 4. Februar 1914 in Höchst am Main; † 17. Juli 1985 ebenda) war ein Frankfurter Journalist, Historiker und Heimatforscher. Sein wissenschaftliches Werk galt insbesondere der Geschichte der Stadt Höchst am Main, seit 1928 der Frankfurter Stadtteil Höchst.

## Leben
Nach der Grundschule besuchte Schäfer sieben Jahre lang das Jesuiteninternat Stella Matutina in Feldkirch. Das Abitur legte er 1934 am Reformgymnasium in Höchst ab. Schäfer absolvierte im Anschluss daran zwischen 1934 und 1936 eine Buchhändlerlehre. Nach dem Militärdienst nahm er eine Tätigkeit als Buchhalter bei der Frankfurter Societätsdruckerei auf. 1939 wurde Schäfer zur Wehrmacht eingezogen, er kehrte 1946 aus der Kriegsgefangenschaft nach Höchst zurück.
Zwischen 1946 und 1949 war Schäfer Redaktionsmitglied der Frankfurter Hefte. Gleichzeitig initiierte er 1947 die Neugründung der Höchster Porzellanmanufaktur. Von 1949 bis 1950 war er Chefredakteur und Mitherausgeber des Höchster Anzeigers. Nach dem Verkauf des Anzeigers arbeitete Schäfer freiberuflich für verschiedene Zeitungen und Zeitschriften. Eugen Kogon beauftragte ihn 1950 mit den Vorarbeiten zu einer historischen Zeitschrift, parallel dazu studierte Schäfer zwei Semester Geschichte, Deutsch und Kunstgeschichte an der Universität Frankfurt.
Es folgten zwei Jahre Tätigkeit als Journalist und Verleger, zweimal war Schäfer zwischen 1954 und 1963 Geschäftsführer des Bundes für Volksbildung Frankfurt am Main Höchst. Daneben absolvierte er weitere sechs Semester Studium an der Frankfurter Universität. 1967 wurde er nach Vorlage seiner Dissertation in Mainz promoviert. Seit 1958 arbeitete Schäfer mit Unterbrechungen im S. Fischer Verlag, anfangs als Korrektor, später bis zu seiner Pensionierung als Redakteur. Danach widmete sich Schäfer neben seinem ab 1977 angetretenen Amt als Stadtbezirksvorsteher bis zu seinem Tod 1985 ganz seiner Forschungsarbeit über Frankfurt-Höchst.
Seit 1941 war Schäfer Mitglied des 1894 gegründeten Höchster Vereins für Geschichte und Altertumskunde e.V. Ab 1955 betreute er als Kustos die Sammlungen des Vereins, seit dem Ende der 1960er Jahre bis zu seinem Tod war er dessen Vorsitzender und Leiter des Vereinsmuseums.
Nach Rudolf Schäfer ist die Rudolf-Schäfer-Anlage benannt, ein kleiner Park in Frankfurt-Höchst an der Leverkuser Straße zwischen Melchiorstraße und Bolongarostraße.

## Ehrungen
- 1968 erhielt Rudolf Schäfer das Bundesverdienstkreuz Erster Klasse;
- 1975 wurde er mit dem Ehrenbrief des Landes Hessen ausgezeichnet;
- 1979 wurde ihm die Ehrenplakette der Stadt Frankfurt am Main verliehen.

## Werke
Seit den 1950ern schrieb Schäfer zahlreiche politische und historische Artikel für unterschiedliche Zeitungen und Zeitschriften; ab 1957 gab er die Höchster Schloßhefte mit heimatgeschichtlichen Beiträgen über Höchst heraus. Zahlreiche seiner Arbeiten erschienen seit 1961 als Einzelbände der Höchster Geschichtshefte, einer vom Verein für Geschichte und Altertumskunde herausgegebenen Zeitschriftenreihe. Daneben veröffentlichte er auch ein Mundartwörterbuch (Von de Aal bis zu de Zwiwwele) und zwei Theaterstücke in Mundart.
Weitere Publikationen als Auswahl:
- Alt-Hoechst. Ein Rundgang durch d. alte Stadt am Main mit d. Fotografen Rudi Angenendt. Königstein im Taunus 1966: Langewiesche.
- Förderung von „Handel und Wandel“ in Kurmainz im 18. Jahrhundert. Mainz 1967: Rudolf Schäfer (Diss. v. 3. Juni 1967); Frankfurt a. M.-Höchst 1968: Pfeifer
- Höchst am Main. Frankfurt am Main 1981: Frankfurter Sparkasse von 1822.
- Chronik von Höchst am Main. Frankfurt am Main 1986: Kramer.